# Javier Fernández Gutiérrez
Javier Fernández Gutiérrez (Madrid, 1958) es un director artístico de cine español. Ha sido cuatro veces candidato a los Premios Goya a la mejor dirección artística.
Trabajó como director artístico de algunas películas de Pedro Almodóvar como La ley del deseo (1987) y Kika (1993), y en otras como Baton Rouge (1988) y Perdona bonita, pero Lucas me quería a mí (1996). También trabajó para series de televisión como Delirios de amor (1989), Entre naranjos (1998), Quitate tú pa' ponerme yo (1998), ¡Ala ... Dina! (2000), Manolo & Benito Corporeision (2006), Vida loca (2011), Las aventuras del capitán Alatriste (2013) y El hombre de tu vida (2016).
Ha sido nominado al Goya a la mejor dirección artística en 1993 por Kika (con Alain Bainée), en 1995 por La leyenda de Balthasar el castrado, en 2001 por Sin noticias de Dios y en 2017 por Oro. También ha trabajado en las películas La blanca paloma (1989), Demasiado corazón (1992), El camino de los ingleses (2006), Los años desnudos. Clasificada S (2008) y La voz dormida (2011).